# IJzer-koolstofdiagram
Een ijzer-koolstofdiagram is een materiaalkundig fasediagram, dat betrekking heeft op samenstellingen van ijzer (Fe) en koolstof (C), zoals staal en gietijzer. Het aandeel koolstof bepaalt de eigenschappen van de ijzer-koolstofsamenstelling. Het ijzer-koolstofdiagram maakt aanschouwelijk in welke toestand het binaire ijzer-koolstofsysteem (staal of gietijzer) zich bevindt, afhankelijk van koolstofgehalte en temperatuur.
Als de afkoelingssnelheid bij de structuurvorming van belang is, worden zogenaamde TTT-diagrammen (TTT=Tijd, Temperatuur en Toestand) gebruikt.
Koolstof is het belangrijkste legeringsbestanddeel van de ijzer-koolstofsamenstelling omdat een kleine verandering in het koolstofgehalte al een groot effect heeft op de eigenschappen van het materiaal. De voorspellende waarde van het ijzer-koolstofdiagram wordt echter kleiner als de afkoeling of verwarming sneller verloopt of als het aandeel van andere legeringselementen (bijvoorbeeld chroom) groter is. Het ijzer-koolstofdiagram kent twee vormen: het metastabiele systeem (Fe-Fe3C) waarin het koolstof in gebonden vorm aanwezig is, en het stabiele systeem (Fe-C) met elementair koolstof in de vorm van grafiet. Beide systemen worden meestal in één diagram afgebeeld en afzonderlijk aangeduid. In de praktijk komt het metastabiele Fe-Fe3C-systeem het meest voor.

## Fasebepaling in het ijzer-koolstofdiagram
In het ijzer-koolstofdiagram wordt op de x-as het gewichtspercentage van koolstof uitgezet, op de y-as de temperatuur. Het diagram toont alleen het in technisch opzicht interessante gewichtspercentage van 0% t/m 6,67% (het gehalte aan koolstof in ijzer-koolstofsamenstellingen is zelden groter). Een koolstofgewichtspercentage van 6,67% komt overeen met 100% cementiet.
De lijnen in het diagram geven de faseovergangen weer en markeren daarmee de verschillende toestandsfasen. De belangrijke punten in het diagram worden met hoofdletters aangegeven.
Het lijnstuk ABCD stelt de liquidus voor. Boven die lijn is de legering vloeibaar. Het lijnstuk AHIECF geeft de solidus weer, waaronder de legering geheel is gestold. In het interval tussen liquidus- en solidustemperatuur is de legering een brij-achtige substantie die bestaat uit het restant van de smelt (vloeibaar legeringsmengsel), α-ijzer, γ-ijzer en cementiet (Fe3C) in wisselende concentraties en mengverhoudingen. De kristallisatie van de vloeibare smelt begint wanneer het legeringsmengsel tijdens het afkoelingsproces onder de liquiduslijn komt.
Op grond van de verschillende allotrope vormen van ijzer komen, afhankelijk van het koolstofgehalte, verschillende fasen tot stand. Het ijzer vormt verschillende mengkristallen (γ- en α-mengkristallen) met verschillende opnamemogelijkheden voor koolstof. De oorzaken voor de verschillen in koolstofopname zijn gelegen in de verschillende roosterstructuren en roosterconstanten. De metallografische aanduidingen voor de mengkristallen zijn: δ-ijzer of austeniet voor γ-mengkristallen en ferriet voor α-mengkristallen.

## Grove onderverdeling
- Smelt is de vloeibare ijzer-koolstoflegering. Boven de liquiduslijn is de legering vloeibaar; tussen liquiduslijn en soliduslijn is de legering gedeeltelijk vloeibaar.
- δ-Ferriet is gevormd als een ruimtelijk kubisch kristalrooster.
- Austeniet (γ-mengkristal) is gevormd als een kristalrooster met kubisch oppervlak.
- α-Ferriet is gevormd als een ruimtelijk kubisch kristalrooster.
- Grafiet (stabiel systeem) of cementiet (Fe3C; metastabiel systeem)

Bij perliet en ledeburiet gaat het niet om fasen, maar om bijzondere fasemengverhoudingen die verschillende microstructuren opleveren. Deze ontstaan alleen bij langzame afkoeling in het stabiele of metastabiele systeem. In het metastabiele systeem gelden de volgende karakteristieke punten, lijnen en verschijnselen:
- Punten
  - A: (0%/1536 °C) B: (0,53%/1492 °C) C: (4,3%/1147 °C) D: (6,67%/1320 °C) E: (2,06%/1147 °C)
  - F: (6,67%/1147 °C) G: (0%/911 °C) H: (0,1%/1493 °C) I: (0,16%/1493 °C) K: (6,67%/723 °C)
  - N: (0%/1392 °C) P: (0,022%/723 °C) S: (0,8%/723 °C) Q: (0,002%/20 °C) M: (0%/769 °C)
  - S': (0,69%/738 °C) E': (2,03%/1153 °C) C': (4,25%/1153 °C)
- Lijnen
  - Liquidus: A-B-C-D Solidus: A-H-I-E-C-F
  - Eutecticaal: E-C-F Eutectoïde: P-S-K Peritecticaal: H-I-B
- Verschijnselen
  - Eutecticum: 4,3% tot 1147 °C
  - Eutectoïde: 0,8% tot 723 °C
  - Peritectisch systeem: 0,16% tot 1493 °C

## Metallografische aanduidingen
De metallografische aanduidingen van mengkristallen zijn: δ-Ferriet, Austeniet voor γ-mengkristallen en Ferriet voor α-mengkristallen.
| Aanduiding          | Max. C-Gehalte    | Metallografische aanduiding |
| ------------------- | ----------------- | --------------------------- |
| δ- Mengkristal      | 0,10% tot 1493 °C | δ-Ferriet                   |
| γ- Mengkristal (MK) | 2,06% tot 1147 °C | Austeniet                   |
| α-Mengkristal       | 0,02% tot 723 °C  | Ferriet                     |

De ijzer-koolstofbinding Fe3C of cementiet is een fase die niet verward moet worden met de ijzermengkristallen. Het gaat hierbij om een intermediaire fase.
Cementiet komt in drie verschillende, chemisch identieke vormen voor:
| Aanduiding          | Ontstaan                                        |
| ------------------- | ----------------------------------------------- |
| Primair cementiet   | primaire kristallisatie van de smelt (Lijn: CD) |
| Secundair cementiet | afscheiding van het austeniet (Lijn: ES)        |
| Tertiair cementiet  | afscheiding van het ferriet (Lijn: PQ)          |

In het diagram ontbreekt bij koolstofgehalten van 2,06% C tot 4,3% C het secundair cementiet in het bijschrift. Het is weliswaar aanwezig, maar kan metallografisch niet worden aangetoond.
Naast de zuivere fasen treedt ook fasevermenging op:
| Aanduiding    | Bestaat uit                        | Bereik                               |
| ------------- | ---------------------------------- | ------------------------------------ |
| Perliet       | 88% Ferriet en 12% Cementiet       | 0,02% tot 6,67% bij T≤723 °C         |
| Ledeburiet I  | 51,4% Austeniet en 48,6% Cementiet | 2,06% tot 6,67% bij 723 °C≤T≤1147 °C |
| Ledeburiet II | 51,4% Perliet en 48,6% Cementiet   | 2,06% tot 6,67% bij T≤723 °C         |

## Isotherme reacties
Het ijzer-koolstofdiagram toont drie isotherme reacties: een eutecticaal (lijn: E-C-F), een eutectoïde (lijn: P-S-K) en een peritecticaal (lijn: H-I-B).
Punt H: maximale koolstof opname in δ-Ferriet.
Punt I: Peritecticum δ+L → γ. (zijn in ijzer-koolstofdiagram niet benoemd)
Bij de verwarming of afkoeling van staal ontstaan bij sommige lijnen kenmerkende overgangsfasen. De voornaamste zijn:
- A1 – Lijn P-S-K, bij 723 °C vervalt austeniet tot perliet, bij Koolstofgehalten > 0,01%
- A2 – verlies van ferromagnetisme bij ferriet bij een opwarming boven 768 °C (Curietemperatuur)
- A3 – Lijn G-O-S; als bij afkoeling deze lijn overschreden wordt, vormen zich koolstofarme α-mengkristallen (ferriet). De vrijkomende koolstof verrijkt het austeniet, tot het bij 723 °C de eutectoïde concentratie bereikt heeft.

De lijn E-C-F wordt eutectische lijn of eutecticaal genoemd omdat hier het eutecticum ontstaat. Als de smelt de eutectische concentratie van 4,3% C heeft bereikt, dan is er een isotherme overgang bij 1147 °C (Punt C) naar een mengstructuur van austeniet en cementiet, het zogenaamde ledeburiet.
De lijn H-I-B wordt peritectische lijn of peretecticaal genoemd. Hier gaan de δ-mengkristallen met 0,1% C en de resterende smelt met 0,51% C isotherm bij 1493 °C over in γ-mengkristallen met 0,16% C (Punt I).

## Toepassing
Met hulp van het ijzer-koolstofdiagram kunnen bijvoorbeeld enkele vragen over de samenstelling en eigenschappen van staal (<2,06% C) en gietijzer (>2,06% C) worden beantwoord:
- Staal laat zich smeden omdat het in een breed, homogeen austenietbereik goed vervormbaar is. Bij gietijzer kan dit niet als gevolg van de abrupte faseovergang en het grotere koolstofaandeel in de vorm van grafiet of ledeburiet die de vervormbaarheid belemmeren.
- Het smeltpunt van zuiver ijzer ligt bij 1536 °C. De temperaturen waarbij de stolling van staal (lijn A-H-I-E) en gietijzer (lijn E-C-F bij 1147 °C) voltooid is - dit is tevens het smeltpunt - zijn dus ook afleesbaar. Het lage smeltpunt van gietijzer is een van de redenen waarom het beter gietbaar is dan staal.

Al deze eigenschappen maken dat het ijzer-koolstofdiagram een belangrijk hulpmiddel is bij de beoordeling van enkele van 's werelds meest toegepaste materialen.